# Гнатонемы
Гнатонемы (лат. Gnathonemus) — род пресноводных лучепёрых рыб из семейства мормировых отряда араванообразных. Распространены в водоёмах тропической Африки и реке Нил.
Длина тела от 11 до 36 см. Хвостовой стебель узкий, хвостовой плавник глубоко раздвоен. На языке и парасфеноиде имеются зубы. Спинной и анальный плавники расположены в задней части тела один напротив другого. Имеют крупный мозжечок. На нижней челюсти есть удлинённый чувствительный вырост для поиска корма в донном иле.
Питаются мелкими беспозвоночными, обитающими в иле. Для ориентирования в пространстве, поисков корма и обнаружения хищников используют собственное электрическое поле, которое генерируется мышцами. Стайные рыбы.
Некоторые виды (гнатонем Петерса) содержатся и разводятся в аквариумах.

## Классификация
На август 2018 года в род включают 4 вида:
- Gnathonemus barbatus Poll, 1967
- Gnathonemus echidnorhynchus Pellegrin, 1924
- Gnathonemus longibarbis (Hilgendorf, 1888)
- Gnathonemus petersii (Günther, 1862) — Гнатонем Петерса, или нильский слоник, или убанги